# Lecamaña
Lecamaña (en euskera y oficialmente Lekamaña) es un concejo del municipio de Amurrio, en la provincia de Álava, España. Pertenece a la Cuadrilla de Ayala y se encuentra en la N-625 entre Amurrio y Orduña (a 5 minutos de ambas). El urbanismo de Lekamaña se estructura en torno al ferrocarril que discurre por él y que divide el pueblo en dos: el barrio de arriba y el barrio de abajo.
Está situado a una altitud de 427 metros. 
Rodeado de verdes y extensos pastos, Lekamaña se encuentra en las inmediaciones de la iglesia San Miguel y disfruta de vistas a la Sierra Salvada.
Depende administrativamente al municipio alavés de Amurrio.  

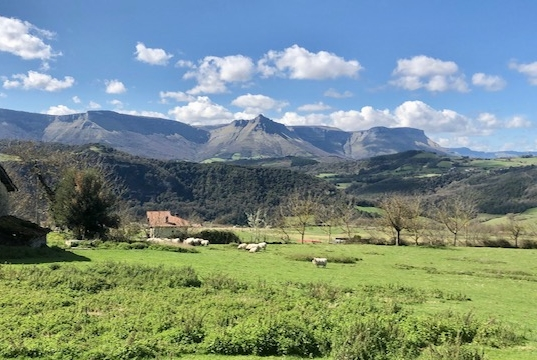
Vistas de Sierra Salvada desde el municipio.

Para llegar a Lekamaña podemos realizar un pequeño desvío en la A-625 que une Amurrio con Orduña, poco después de pasar por Saratxo. Asimismo, para llegar a este pequeño pueblo podemos dar un agradable paseo por el antiguo camino que unía Arbieto con esta aldea. Esta vía discurre por la parte alta del área recreativa de La Muera, en Orduña.  
Lekamaña celebra sus fiestas en septiembre en honor a San Miguel.    

## Demografía
| Gráfica de evolución demográfica de Lecamaña entre 2000 y 2019 |
|                                                                |
| Población de derecho según los censos de población del INE.    |